# El club de las canguro
El club de las niñeras es una serie de literatura infantil de Ann M. Martin, publicados entre 1986 y 2000. Llegó a vender 176 millones de ejemplares.
Dos series de televisión se han basado en esas obras, en 1990 en HBO y en 2020 en Netflix. También fue adaptada al cine en 1995, en una película solo estrenada en Estados Unidos.
Los libros siguen las aventuras de un grupo de estudiantes de la escuela media en la ciudad ficticia de Stoneybrook, Connecticut.
El club comienza con cuatro miembros, pero finalmente se amplía a nueve.

## Personajes principales
Kristin Amanda "Kristy" Thomas: Habladora, mandona y llena de ideas, Kristy es la presidenta del club y generalmente aparece como la protagonista. Ella tiene ojos marrones y cabello castaño. Dirige un equipo de béisbol infantil llamado Kristy's Krushers. Tiene tres hermanos, dos mayores que ella, Charlie y Sam, y otro pequeño, David Michael. Su padre se fue de casa cuando ella tenía seis años y su madre Elizabeth se casó con Watson Brewer, un millonario que tiene dos hijos, Karen y Andrew. Más tarde adoptaron a Emily Michelle, una niña vietnamita, y a Janet Taylor "Nannie", la abuela materna de Kristy. vino a vivir con ellos para ayudar a criarla.
Claudia Lynn "Claud" Kishi: Es una gran artista, lo que se refleja en su vestuario y apariencia. Su familia, compuesta por sus padres, su hermana mayor Janine que es una genia, y su abuela Mimi Yamamoto (quien luego falleció). Le encantan los dulces y las novelas de misterio de Nancy Drew. Sus padres desaprueban estos pasatiempos y creen que ella debería parecerse más a Janine, una niña prodigio. Ella es la vicepresidenta del club porque tiene una línea telefónica privada en su habitación.
Mary Anne "Mar" Spier: Es la secretaria del club por su orden y su letra pulcra y clara. Es tranquila, tímida, sensible y romántica, además de llorar por la cosa más insignificante y ser una persona muy buena y leal. Odia los deportes y le gusta coser, bordar y tejer. Es la única del club que tiene novio, Logan Bruno, e inicialmente vive con su severo padre y su gato Tigger, hasta que su padre se casa con la madre de Julia Schafer y se van a vivir a su casa, ampliando la familia. Su madre murió de cáncer cuando ella era muy pequeña. Es amiga íntima de Kristy y Julia al mismo tiempo.
Anastasia Elizabeth "Stacey o Stace" McGill: Es la tesorera del club y una genio de las matemáticas. Se mudó a Stoneybrook desde Nueva York y se hizo muy amiga de Claudia, quien la presentó al club. Ambos comparten el gusto por la moda y los chicos, y son sumamente sofisticados a la hora de vestir. Stacey es diabética y tiene que ver al médico con frecuencia, lo cual odia. Ella es rubia y de ojos azules.
Julia Read "Dawn" Schafer: Ella es californiana. De pelo largo rubio canoso, pecas y ojos azules, es una persona independiente, inteligente, organizada y algo ecologista. Conoció a Mary Anne (quien primero se convierte en su mejor amiga y luego en su hermanastra) antes que el resto del club. Sus padres están divorciados y el señor Schafer vive en California, su hermano Jeff vive con Julia y su madre en Stoneybrook.